# Christian Nielsen (fodboldtræner)
 Der er flere personer med dette navn, se Christian Nielsen.
Christian Nielsen (født 9. januar 1974) er en dansk fodboldtræner. Christian Nielsen har været assistenttræner for flere ungdomshold. Var cheftræner for Lyngby Boldklub efter den fyrede Mark Strudal. Christian Nielsen blev selv fyret den 21. december 2020 fra Lyngby Boldklub.